# تنمية (علم الاقتصاد)
التنمية مبحث من مباحث علم الاقتصاد يتناول الجوانب الاقتصادية لعملية التنمية في الدول ذات الدخول المنخفضة. ولا يركز هذا الفرع على سبل تعزيز التنمية الاقتصادية والنمو الاقتصادي والتغير الهيكلي فحسب، بل كذلك يهتم بتعزيز إمكانات السكان عامةً، على سبيل المثال، من خلال تحسين الظروف الصحية والتعليمية وتوفير بيئة عمل صالحة، بالاعتماد على القنوات العامة أو الخاصة على حد سواء.
تتضمن اقتصاديات التنمية الاتجاه نحو ابتكار النظريات والوسائل التي تساعد في تحديد السياسات والممارسات، والتي يمكن تنفيذها سواء على المستوى المحلي أو الدولي. وقد يتمثل ذلك في إعادة هيكلة الحوافز السوقية أو استخدام الوسائل الرياضية مثل اتباع منهج الاستمثال الزمني لتحليل المشروع، أو قد يكون قائمًا على مزيج من أساليب التحليل الكمية أو النوعية.
بعكس النُهج المتبناة في العديد من مجالات الاقتصاد الأخرى، قد تشتمل النُهج الخاصة باقتصاديات التنمية على عوامل اجتماعية وسياسية يمكن أخذها في الاعتبار عند وضع خطط معينة. كذلك، على عكس ما ذهبت إليه العديد من مجالات الاقتصاد الأخرى، ليس هناك «إجماع» حول ما الذي يجب على الطلاب معرفته. وقد تأخذ النُهج المختلفة في اعتبارها تلك العوامل التي تسهم في إحداث تقارب بين الدخول الاقتصادية أو تباعد على مستوى الأسر والمناطق وكذلك الدول.

## نظريات اقتصاد التنمية

### الاتجارية والقانون الطبيعي
كانت أول نظرية في اقتصاد التنمية هي النظرية الاتجارية، التي تطورت في القرن السابع عشر مع صعود الدولة القومية. لم تهتم النظريات السابقة كثيرًا بالتنمية. على سبيل المثال، ركّزت السكولاتية، وهي المدرسة السائدة  في أيام الإقطاع في العصور الوسطى، على التوافق مع اللاهوت والأخلاق المسيحية، لا على التنمية. أما مدرسة سلمنكا في القرنين السادس عشر والسابع عشر، التي توصف بأنها أفدم مدرسة في الاقتصاد، فكذلك لم تعالج التنمية معالجة خاصة.
اعتمدت الدول الأوروبية الكبرى في القرن السابع عشر والثامن عشر كلها نماذج اتجارية بدرجة أو بأخرى، ولم يتراجع أثر هذه النظرية إلى القرن الثامن عشر مع تطور نظرية القانون الطبيعي في فرنسا والاقتصاد الكلاسيكي في بريطانيا. تعتقد الاتجارية أن ازدهار البلد معتمد على معروض رأس المال فيه، وهو السبائك (من الذهب والفضة وغيرها) التي عند الدولة. وأكّدت هذه النظرية على الحفاظ على إيجابية موازنة التجارة (زيادة الصادرات وتقليل الواردات) من أجل تجميع رؤوس المال المذكورة. لتحقيق هذه الموازنة الإيجابية، فُرضت إجراءات حمائية منها التعاريف الجمركية ودعم الصناعات الوطنية. دافعت نظرية التنمية الاتجارية أيضًا عن الاستعمار.
من أهم المنظّرين المرتبطين بالاتجارية فيليب فون هورنيغ، الذي صرّح في كتابه النمسا فوق الجميع، لو أنها أرادت، تصريحًا شاملًا عن النظرية الاتجارية، وأكّد على الإنتاج وأن تحكم الصادرات الاقتصاد. في فرنسا، ارتبطت السياسة الاتجارية أكبر ارتباط بوزير المال في القرن السابع عشر جان بابتيست كولبرت، الذي أثرت سياساته في تطور أمريكا بعد ذلك.
استمرّت بعض الأفكار الاتجارية في الوطنية الاقتصادية والاتجارية الجديدة.

### الوطنية الاقتصادية
بعد الاتجارية جاءت نظرية الوطنية الاقتصادية المتأثرة بها، وانتشرت في القرن التاسع عشر وارتبطت بالصناعة في الولايات المتحدة وألمانيا، لا سيما في النظام الأمريكي في أمريكا وفي الاتحاد الجمركي في ألمانيا. من أهم اختلافاتها عن الاتجارية التقليل من شأن المستعمرات، والتركيز على الإنتاج المحلي.
من الذين ارتبطت أسماؤهم أشد ارتباط بالوطنية الاقتصادية في القرن التاسع عشر: أول أمين للخزانة الأمريكية ألكسندر هاملتون، والألماني الأمريكي فردريك لِست، والاقتصادي الأمريكي هنري كلاي. كان تقرير عن الصنائع، أهم أعمال هاملتون، الذي صدر عام 1791، النص المؤسس للنظام الأمريكي، وكان يعتمد على الاقتصادات الاتجارية في بريطانيا تحت حكم إليزابيث الأولى وفي فرنسا تحت حكم كولبرت. أكّد لست في كتابه الصادر عام 1841 النظام الوطني للاقتصاد السياسي على مراحل النموّ. رأى هاملتون أن تطوير اقتصاد صناعي مستحيل من دون السياسات الحمائية لأن تعاريف الاستيراد ضرورية لحماية الصناعات المحلية «الطفلة» إلى أن تستطيع النمو وتتوسع. اكتسبت هذه النظريات شيوعًا في الولايات المتحدة، التي كانت تعاريف استيراد المنتجات الصناعية فيها من عام 1824 إلى الحرب العالمية الثانية أعلى من التعاريف في معظم الدول، وسعى السياسي الأمريكي هنري كلاي إلى تطبيق سياسات وطنية، منها الحمائية الاقتصادية، وتبعه أبراهام لنكولن تحت تأثير هنري تشارلز كاري.
كانت بعض أشكال الوطنية الاقتصادية والاتجارية الجديدة أيضًا جزءًا أساسيًّا في تنمية اليابان في القرن التاسع عشر والقرن العشرين، وفي تنمية النمور الآسيوية الأربعة الأحدث (هونغ كونغ، كوريا الجنوبية، تايوان، وسنغافورة)، والصين كذلك، وهي الأبرز.
بعد خروج بريطانيا من الاتحاد الأوروبي والانتخابات الرئاسية في أمريكا عام 2016، قال بعض الخبراء إن نوعًا جديدًا من «رأسمالية السعي للذات»، يعرف للعموم باسم اقتصاد ترامب، له أثر كبير على تدفق الاستثمارات عبر الحدود وتخصيص رؤوس الأموال على المدى الطويل.

### نظريات ما بعد الحرب العالمية الثانية
تعود أصول نظريات التنمية الاقتصادية الحديثة إلى الحاجة إلى التحول إلى الاقتصاد الصناعي في أوروبا الشرقية بعد الحرب العالمية الثانية، ومشكلات هذا التحول. أهم المؤلفين في هذه النظريات هم: روزنستاين رودان، وكورت ماندلبوم، وراغنار نوركسي، والسير هانز وولفغانغ سنغر. لم يهتم الاقتصاديون بآسيا وإفريقيا وأمريكا اللاتينية إلا بعد الحرب. في قلب هذه الدراسات التي كتبها مؤلفون مثل سيمون كزنتس ودبليو آرثر لويس تحليل للنمو الاقتصاد وللتحول البنيوي.

### نموذج المراحل الخطية للنمو
صيغت نظرية مبكرة لاقتصاد التنمية في خمسينيات القرن العشرين، هي نظرية نموذج المراحل الخطية للنمو، على يد روستو في كتابه مراحل النموّ: بيان غير شيوعي، بعد أعمال ماركس ولست. تعدّل النظرية في نظرية المراحل لماركس وتركز على التجميع المتسارع لرؤوس الأموال، من خلال استخدام المدخرات المحلية والعالمية وسيلة لحثّ الاستثمار، وهذه هي الوسيلة الأولية لنشر النمو الاقتصادي والتنمية من بعده. يقول نموذج المراحل الخطية للنمو إن كل دولة عليها أن تمر بخمس مراحل متتالية من التنمية في عملية التنمية. هذه المراحل هي: «المجتمع التقليدي، الظروف السابقة المهيأة للانطلاق، الانطلاق، السعي إلى النضج، وعصر الاستهلاك الجماعي المرتفع». تقدّم نسخ بسيطة من نموذج هارود دومار إضاءة رياضية على الحجة القائلة إن تحسين استثمار رؤوس الأموال يؤدي إلى نمو اقتصادي أكبر.
انتُقدت هذه النظرية من جهة أن تجميع رؤوس الأموال شرط لازم ولكنه غير كاف من أجل التنمية. أي إن هذه النظرية المبكرة والتبسيطية أخفقت في حساب العوائق السياسية والاقتصادية والمؤسسية للتنمية. طُوّرت هذه النظرية في السنين الأولى من الحرب الباردة وكان تطويرها متأثرا بنجاحات خطة مارشال. أدى هذا الأمر إلى انتقاد كبير يقول إن هذه النظرية تفترض أن الظروف الموجودة في الدول النامية هي نفسها الموجودة في أوروبا بعد الحرب العالمية الثانية.

### النظرية النيوكلاسيكية
تمثل النظريات النيوكلاسيكية انحرافًا راديكاليًّا عن نظريات الاعتماد العالمي، وقد اكتسبت نفوذًا في عدة حكومات محافظة في الدول المتطورة في ثمانينيات القرن العشرين. ترى الكلاسيكية الجديدة أن على الحكومات ألا تتدخل في الاقتصاد، أي إن هذه النظريات تعتقد أن السوق الحرة غير المعوَّقة هي أفضل طريقة لتحقيق التنمية السريعة الناجحة. وترى أن الأسواق الحرة التنافسية الخالية من التقنين الحكومي الزائد تضمن بطبيعتها حسن توزيع الموارد وأفضل فعالية له، وأن النمو الاقتصادي حالئذ يكون مرتفعًا ومستقرًّا.
من المهم أن يُلاحظ اختلاف المناهج في داخل النظرية النيوكلاسيكية، إذ بين كل منهج ومنهج اختلافات دقيقة ولكن مهمة، من حيث المدى الذي يجب ألا تتدخل فيه الحكومة في الأسواق. هذه المناهج المختلفة في النظرية النيوكلاسيكية هي منهج السوق الحرة، ونظرية الاختيار الشعبي، والمنهج القابل للسوق. من هذه المناهج الثلاثة، يرى الأوّلان أن السوق يجب أن يكون حرًّا حرية تامّة، أي إن كل تدخل من الحكومة سيئ بالضرورة. تعد نظرية الاختيار الشعبي الأشد راديكالية من هذين المنهجين، وهي مرتبطة باللبرتاريانية ارتباطًا وثيقًا، وهي القائلة بأن الحكومات في نفسها قلما كانت صالحة ويجب تقليل حجمها ما أمكن.
يعطي الاقتصاديون الأكاديميون نصائح سياسية متنوعة للحكومات في الدول النامية. انظر على سبيل المثال في اقتصاد تشيلي (أرنولد هاربنغر)، والتاريخ الاقتصادي في تايوان (شو تشيه تسيانغ). لاحظت آن كروغر في عام 1996 أن نجاح وإخفاق أي اقتراح سياسي حول العالم لم يُدخَل دائمًا في الكتابات الاقتصادية السائدة عن التجارة والتنمية.
أما المنهج القابل للسوق، فخلافًا للمنهجين الأولين، فهو تنمية حديثة، ويرتبط عادةً بالبنك الدولي. نعم، يدافع المنهج عن الأسواق الحرة ولكن يرى أن فيها بعض النقص في بعض الدول النامية وأن بعض التدخل الحكومي وسيلة فعالة لإصلاح هذا النقص.

## الحواشي
1. ↑  Bell, Clive (1987). "development economics," The New Palgrave: A Dictionary of Economics, v. 1, pp. 818, 825.
2. ↑  Arndt, H.W. (1981). "Economic Development: A Semantic History," Economic Development and Cultural Change, 29(3), p p. 457-466. Chicago: The Chicago University Press. نسخة محفوظة 2020-05-31 على موقع واي باك مشين.
3. ↑  Bell, Clive (1987). "development economics," The New Palgrave: A Dictionary of Economics, v. 1, p. 825.
4. ↑  Todaro, Michael and Stephen Smith. Economic Development. 9th ed. Addison-Wesley series in economics, 2006
5. ↑  Meier, Gerald M. and James E. Rauch. Leading Issues in Economic Development. 8th ed. Oxford University Press, 2005
6. ↑  Debraj Ray (2008). "development economics." The New Palgrave Dictionary of Economics, 2nd Edition. Abstract. نسخة محفوظة 24 سبتمبر 2016 على موقع واي باك مشين.
7. ↑  Ekelund, Robert B., Jr.؛ Hébert, Robert F. (1997). A History of Economic Theory and Method (ط. 4th). Waveland Press [Long Grove, Illinois]. ص. 40–41. ISBN:978-1-57766-381-2.{{استشهاد بكتاب}}:  صيانة الاستشهاد: أسماء متعددة: قائمة المؤلفين (link)
8. ↑  Paul Bairoch, "Economics and World History: Myths and Paradoxes," (1995: University of Chicago Press, Chicago) p. 40.
9. ↑  Paul Bairoch, "Economics and World History: Myths and Paradoxes," (1995: University of Chicago Press, Chicago) p. 33.
10. ↑  Bardhan, Pranab K. and Christopher Udry (2000) Development Microeconomics, Oxford.
11. ↑  Rostow, W.W. "The Five Stages of Growth". Development and Underdevelopment: The Political Economy of Global Inequality. 3rd ed. pp. 123–31. Eds. Seligson, Mitchell and John Passe-Smith. Boulder, CO: Lynne Rienner Publishers, 2003.
12. ↑  Chenery, H.B. (1960). "Patterns of Industrial Growth," The American Economic Review, 50(4), pp. 624–54. American Economic Association. نسخة محفوظة 2022-06-01 على موقع واي باك مشين.
13. ↑  Chenery, H.B. and Taylor, L. (1968). "Development Patterns: Among Countries and Over Time," The Review of Economics and Statistics, 50(4), pp. 391–416. Cambridge: MIT Press. نسخة محفوظة 2021-10-24 على موقع واي باك مشين.